# Encabestradura
La encabestradura es una herida que se hace el caballo en la cuartilla y algunas veces más arriba, con su cabestro o ronzal.
Se ha visto encabestrarse caballos de tal manera con sus cabestros o ronzales o con sus trabas cuando han estado en los pastos, que se han cortado la piel hasta los tendones y algunos, cuya piel no estaba más que magullada pero con distensión de los ligamentos sin hinchazón.
Muchas veces la encabestradura forma una úlcera alrededor de la cuartilla con carne superfina que es necesario cauterizar. 